# Liste der Biografien/Schik
Liste der Biografien |
Portal Biografien |
Personensuche
# |
A |
B |
C |
D |
E |
F |
G |
H |
I |
J |
K |
L |
M |
N |
O |
P |
Q |
R |
S |
T |
U |
V |
W |
X |
Y |
Z |
?
 
Sa |
Sb |
Sc |
Sd |
Se |
Sf |
Sg |
Sh |
Si |
Sj |
Sk |
Sl |
Sm |
Sn |
So |
Sp |
Sq |
Sr |
Ss |
St |
Su |
Sv |
Sw |
Sy |
Sz
 
Sca–Sce |
Sch |
Sci–Scz
 
Scha |
Schc |
Schd |
Sche |
Schg |
Schi |
Schj |
Schk |
Schl |
Schm |
Schn |
Scho |
Schp |
Schr |
Schs |
Scht |
Schu |
Schv |
Schw |
Schy
 
Schia |
Schib |
Schic |
Schid |
Schie |
Schif |
Schig |
Schih |
Schij |
Schik |
Schil |
Schim |
Schin |
Schio |
Schip |
Schir |
Schis |
Schit |
Schiu |
Schiv |
Schiw |
Schiz
Die Liste der Biografien führt alle Personen auf, die in der deutschsprachigen Wikipedia einen Artikel haben. Dieses ist eine Teilliste mit 23 Einträgen von Personen, deren Namen mit den Buchstaben „Schik“ beginnt.

## Schik

### Schika
- Schikak, Simko (1887–1930), kurdischer Stammesführer und Politiker aus dem Iran
- Schikaneder, Eleonore († 1821), Schauspielerin, Sängerin und Theaterdirektorin
- Schikaneder, Emanuel (1751–1812), Schauspieler, Sänger, Regisseur, Dichter und TheaterdirektorEmanuel Schikaneder (1751–1812)

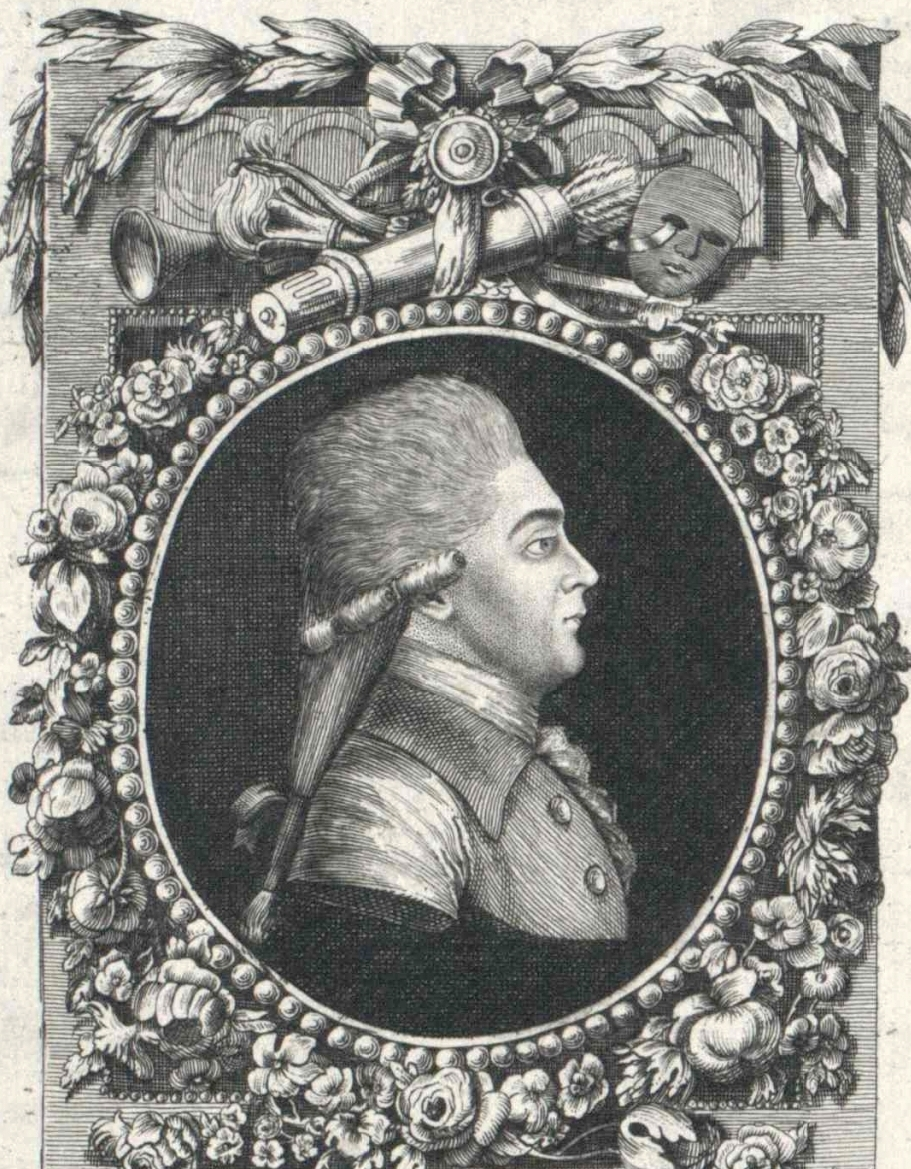
Emanuel Schikaneder (1751–1812)

- Schikaneder, Jakub (1855–1924), böhmischer Maler
- Schikat, Richard (1896–1968), deutscher Ringer

### Schiki
- Schikin, Dmitri Michailowitsch (* 1991), russischer Eishockeytorwart

### Schiko
- Schikola, Hans (1890–1967), österreichischer Lehrer und Mundartexperte
- Schikolenko, Tatjana Iwanowna (* 1968), belarussisch-russische Speerwerferin
- Schikora, Claudius (* 1972), deutscher Wirtschaftswissenschaftler und Hochschullehrer
- Schikora, Hans (1912–2005), deutscher Politiker (SRP, DRP), MdL
- Schikora, Johanna (* 2002), deutsche Flossenschwimmerin
- Schikora, Lienhard (1933–1986), deutscher Jurist, Richter am Bundesgerichtshof
- Schikora, Marco (* 1994), deutscher Fußballspieler
- Schikora, Uve (* 1942), deutscher Rockmusiker, Komponist und Musikproduzent
- Schikore, Klaus (* 1929), deutscher Gymnasiallehrer und Ratsherr
- Schikorsky, Roman (* 1975), deutscher Filmemacher
- Schikowski, Christel (1917–1999), deutsche Pädagogin und Politikerin (SPD)
- Schikowski, Florian (* 1998), deutsch-polnischer Fußballspieler
- Schikowski, Frederik (* 1975), deutscher Musiker
- Schikowski, John (1867–1934), deutscher Schriftsteller, Kunsthistoriker, Kunstkritiker, Kulturredakteur und Tanzspezialist
- Schikowski, Patrick (* 1992), deutsch-polnischer Fußballspieler
- Schikowski, Ulrich (1907–1945), deutscher römisch-katholischer Geistlicher und Märtyrer
- Schikowski, Wolfgang (1938–2022), deutscher Brigadegeneral des Heeres der Bundeswehr